# Michael Hesch
Michael Hesch (* 13. September 1893 in Waltersdorf, Siebenbürgen; † 22. August 1979 in Bad Reichenhall) war ein deutscher Ethnologe und Anthropologe.

## Leben und Wirken
Michael Hesch wurde 1893 als Sohn eines Siebenbürgener Bauernpaares mit ungarischer Staatsbürgerschaft geboren. Nach dem Schulbesuch, den er 1912 mit dem Abitur abschloss, studierte Hesch Philosophie sowie Zoologie, Botanik, Mineralogie und Geographie an den Universitäten Leipzig, Kiel, Budapest und Wien. Während seiner Wiener Studienzeit wurde Hesch durch Rudolf Pöch in die Anthropologie eingeführt. In diesem Zusammenhang konnte er im Sommer 1915 erstmals Schädelvermessungen (an Kriegsgefangenen) vornehmen. Nach der Staatsprüfung, die er 1916 in Budapest ablegte, wurde er als Probekandidat an einer deutschen Knabenbürgerschule in Siebenbürgen beschäftigt. Nach der Schließung dieser Schule im Jahr 1917 ging Hesch als Studienreferendar an eine Oberrealschule nach Budapest.
Aufgrund seiner Unzufriedenheit mit dem Beruf des Lehrers kehrte Hesch 1918 nach Wien zurück, um das Studium der Anthropologie wiederaufzunehmen. Diese Studien mündeten schließlich in seiner Anstellung als wissenschaftlicher Hilfsarbeiter am Wiener Anthropologisch-Ethnographischen Institut.
Nach dem Ende des Ersten Weltkrieges und dem Zusammenbruch der habsburgischen Doppelmonarchie wurde Hesch österreichischer Staatsbürger. Seit 1919 gehörte er der Wiener akademischen Burschenschaft Moldavia an. Seine Studien fanden schließlich ihren Abschluss, als er 1921 – nach einem Auslandssemester an der schwedischen Universität Uppsala – seine Promotion vorlegte, die er bei Pöch zum Thema Anthropologie schrieb.
Als Otto Reche zum Direktor des Instituts für Anthropologie in Wien berufen wurde, stellte er Hesch 1924 als wissenschaftlichen Assistenten an. In dieser Eigenschaft beteiligte Hesch sich 1926 an der Gründung der Deutschen Gesellschaft für Blutgruppenforschung. 1927 folgte Hesch Reche nach Leipzig, wohin dieser berufen worden war, um weiterhin als sein Assistent zu fungieren. 1932 nahm Hesch die deutsche Staatsangehörigkeit an und wurde 1. Schriftleiter der im selben Jahr gegründeten Gesellschaft für Eugenik zu Leipzig.
Zum 1. Mai 1933 trat Hesch der NSDAP bei (Mitgliedsnummer 2.986.617). Parteipolitisch engagierte er sich, in dem er die Aufgabe des Fachberaters für Rasse in der kulturpolitischen Abteilung der NSDAP-Kreisleitung Leipzig übernahm. Im Januar 1934 wurde Hesch Anwärter bei der SS (SS-Nummer 266.928), in der er in bescheidenem Maße Karriere machte: Am 18. März 1935 wurde er SS-Mann, am 15. September 1935 folgte die Beförderung zum SS-Sturmmann, am 20. Januar 1936 wurde er SS-Rottenführer und am 11. September 1938 SS-Unterscharführer. 1938 siedelte Hesch von Leipzig nach Dresden über, um dort die anthropologische Abteilung des Staatlichen Museums für Tierkunde und Völkerkunde zu übernehmen. Im darauffolgenden Jahr habilitierte er sich an der Technischen Hochschule der Stadt. Im November 1938 wurde Hesch ehrenamtlicher Mitarbeiter im Rassenamt beim Rasse- und Siedlungshauptamt der SS (RuSHA). 1939 übernahm er zudem die Funktion eines Mitherausgebers der Zeitschrift Kultur und Rasse. Im Winter 1940 wurde Hesch damit beauftragt, die „rassischen Untersuchungsergebnisse“ über die Volksdeutschen aus Wolhynien und Galizien auszuwerten. Im September 1941 übernahm er die Leitung der Staatlichen Museen für Tierkunde und Völkerkunde Dresden.
Im Oktober 1942 wurde Hesch offizieller Mitarbeiter des SS-Rassenamtes im Rasse- und Siedlungshauptamt. Er war als Dienststellenleiter einer Nebenstelle der Außenstelle Böhmen-Mähren, Prag, und als Lehrkraft für die Eignungsprüferlehrgänge tätig. Die von ihm ausgebildeten "Eignungsprüfer" entschieden über die sogenannte „Eindeutschung“ polnischer Kinder sowie über Abtreibungen bei Zwangsarbeiterinnen auf Grund des Augenscheins, genannt "Rassewert", nämlich ob das zu erwartende Kind einen erwünschten oder unerwünschten Zuwachs darstellte. 1943 wurde er Dienststellenleiter der Nebenstellen Königgrätz, Pardubitz und Witzing. Am 1. Mai 1943 wurde Hesch zum SS-Hauptsturmführer, Fachgruppe Rasse- und Siedlungswesen ernannt und übernahm im Monat darauf die Leitung der Landesstelle Sudeten des RuSHA, Außenstelle Böhmen-Mähren. 1944 erhielt Hesch eine außerordentliche Professur an der Technischen Hochschule Dresden.
In der Nachkriegszeit war Hesch ordentliches Mitglied der Anthropologischen Gesellschaft in Wien. Zudem erstellte er als Sachverständiger erbbiologische Abstammungsgutachten.
Seine letzten Lebensjahre verbrachte Hesch zusammen mit seiner Frau in Bad Reichenhall.

## Schriften
- Letten, 1926.
- Letten, Litauer, Weißrussen. Eine Betrachtung zur Anthropologie des Ostbaltikums, 1933.
- Der Rasse- und Gesundheitspass als Nachweis erblicher Gesundheit, 1933. (zusammen mit Alfred Eydt)
- Verbreitung der Kenntnisse über Rasse und Rassenpflege (Rassenhygiene), 1933.
- Rassen und Gesundeheitspass, 1934.
- Der rassische Aufbau des deutschen Volkes, (= „Hillgers Deutsche Bücherei“), Berlin 1935.
- Rassenkundliche Bestimmungstafeln für Augen-, Haar- und Hautfarben, 1935. (zusammen mit Bruno Kurt Schultz)
- Kultur und Rasse. Otto Reche zum 60. Geburtstag gewidmet, München 1939. (zusammen mit Günther Spannaus)

## Nachweise
1. ↑  Willy Nolte (Hrsg.): Burschenschafter-Stammrolle. Verzeichnis der Mitglieder der Deutschen Burschenschaft nach dem Stande vom Sommer-Semester 1934. Berlin 1934, S. 194.
2. ↑  Unsere Toten. In: Burschenschaftliche Blätter, 95. Jg. (1980), H. 8, S. 222.
3. ↑  Bundesarchiv R 9361-IX KARTEI/15341155
4. ↑  Bundesarchiv R 9361-III/530867
5. ↑  Nürnberger Prozesse, Dok. NO-5110, Aussage vom 8. Juli 1947 eines Beteiligten, Rödel; weitere Nachweise bei Heinemann, S. 504 Anm. 99

| Personendaten    | Personendaten                        |
| ---------------- | ------------------------------------ |
| NAME             | Hesch, Michael                       |
| KURZBESCHREIBUNG | deutscher Ethnologe und Anthropologe |
| GEBURTSDATUM     | 13. September 1893                   |
| GEBURTSORT       | Waltersdorf, Siebenbürgen            |
| STERBEDATUM      | 22. August 1979                      |
| STERBEORT        | Bad Reichenhall                      |